# HD161998
HD161998 — хімічно пекулярна зоря спектрального класу
A8 й має видиму зоряну величину в смузі V приблизно 10,0.

## Пекулярний хімічний склад
Зоряна атмосфера HD161998 має підвищений вміст 
Eu
.